# Hedvigslund

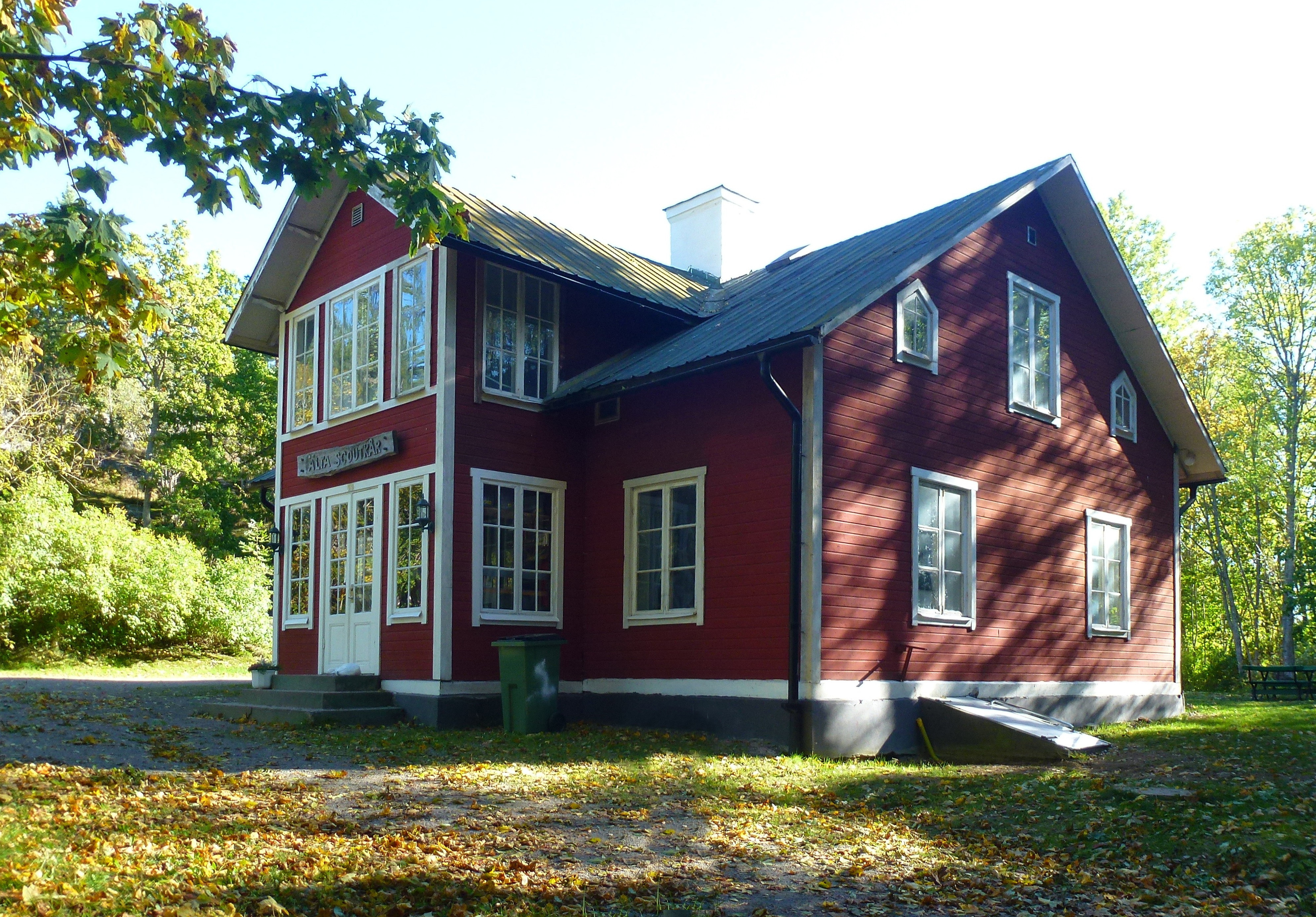
Hedvigslundstorpet 2015.

Hedvigslund är ett bostadsområde i kommundelen Älta i Nacka kommun. Området har sitt namn efter torpet Hedvigslund. Den ursprungliga torpstugan från 1826 existerar inte längre, nuvarande Hedvigslundstugan byggdes i början av 1900-talet och står vid Alpvägen 90. Huset är idag hemvist för Älta scoutkår. För närvarande (2015) uppförs ett nytt bostadsområde i södra Hedvigslund som beräknas stå färdigt 2017.

## Historik

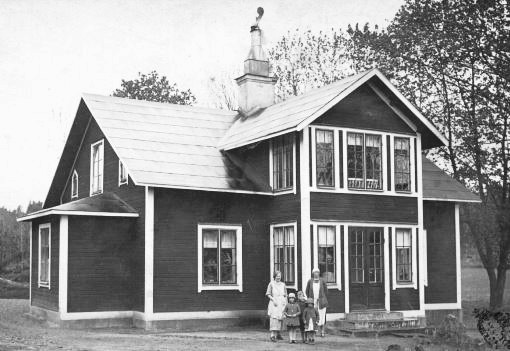
Hedvigslundtorpet 1924.

Enligt en skröna skulle torpet, som ursprungligen hette Lunda, fått sitt namn efter en Hedvig som med sin man Johan flyttade in i stugan på 1820-talet. Hon drunknade i den närbelägna dammen och hennes lik murades in i stugans skorstensstock. I husförhörslängden från 1833 förekommer dock ingen Johan eller Hedvig. Troligen var det bondfrun Johanna Hedda Bernhard som står bakom namnet. Hon arrenderade tillsammans med maken både Hedvigslund och Älta gård mellan 1816 och 1834. Enligt husförhörslängden från 1842 drunknade torparen Anders E. Andersson, bosatt på Hedvigslund, i Ältasjön.
Gården med sina 52 tunnland mark brukades oftast av arrendatorer. Förmodligen brann gamla Hedvigslund ner eller blev brandskadat och en ny byggnad uppfördes i början av 1900-talet. Vid en reparation 1983 påträffades brända stockar från en tidigare byggnad. Sista bofasta bonden på Hedvigslund hette Skeppstadt och kallades  ”Skepparn”. Han flyttade från huset på 1960-talet eftersom han stördes av ”konstiga ljud från spismuren”.

## Bilder, torpet Hedvigslund

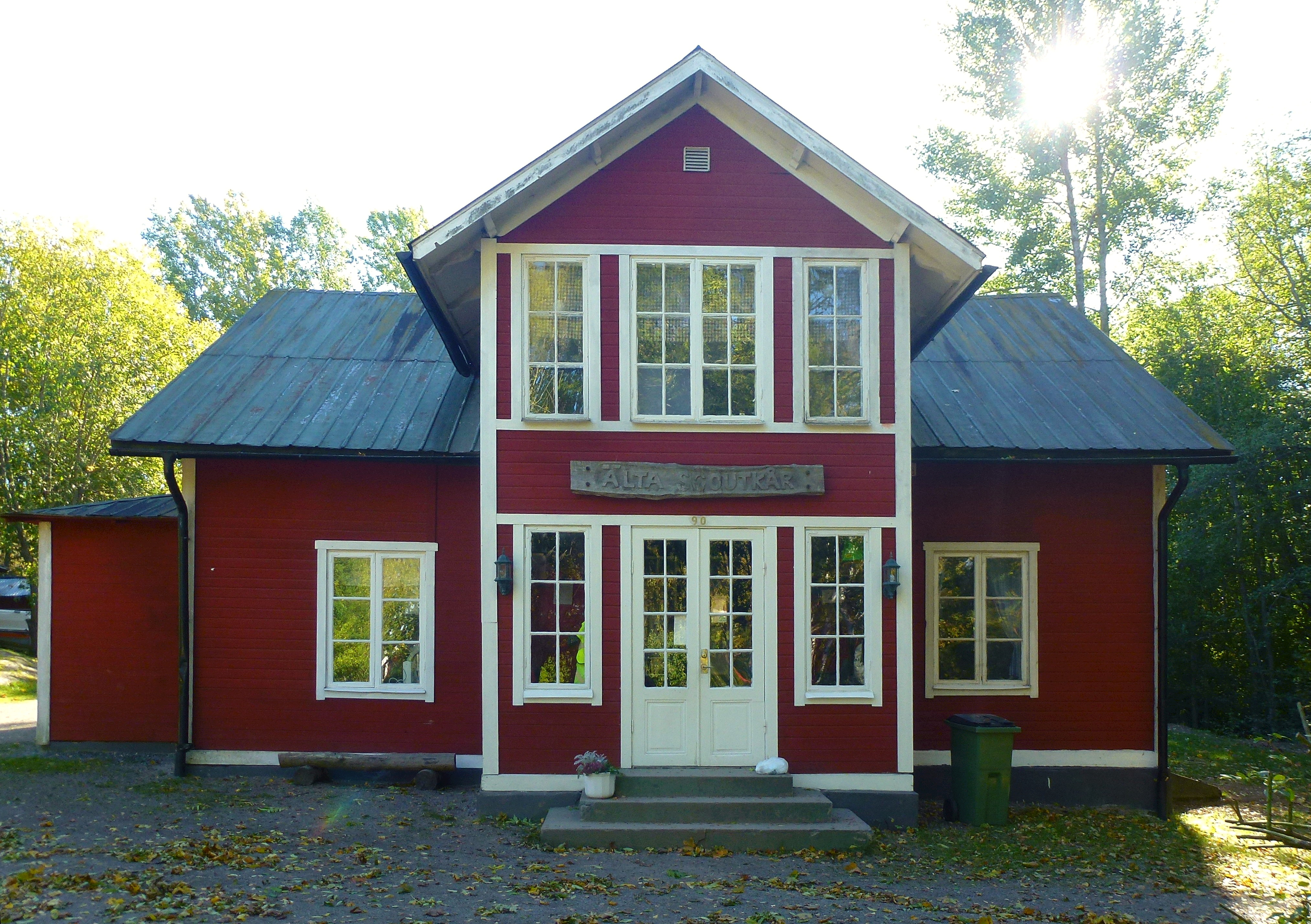
Torpets entrésida.
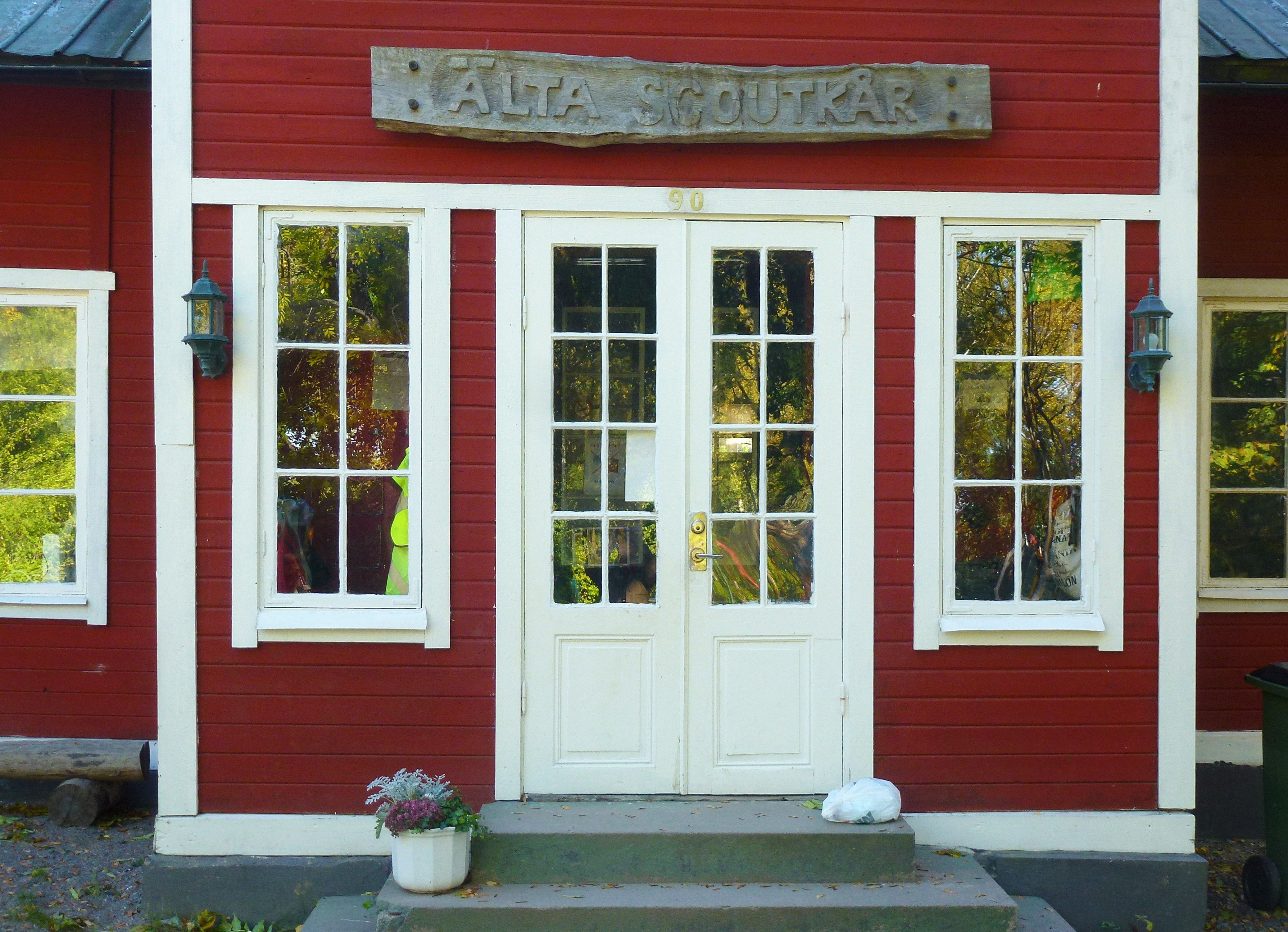
Älta scoutkår.
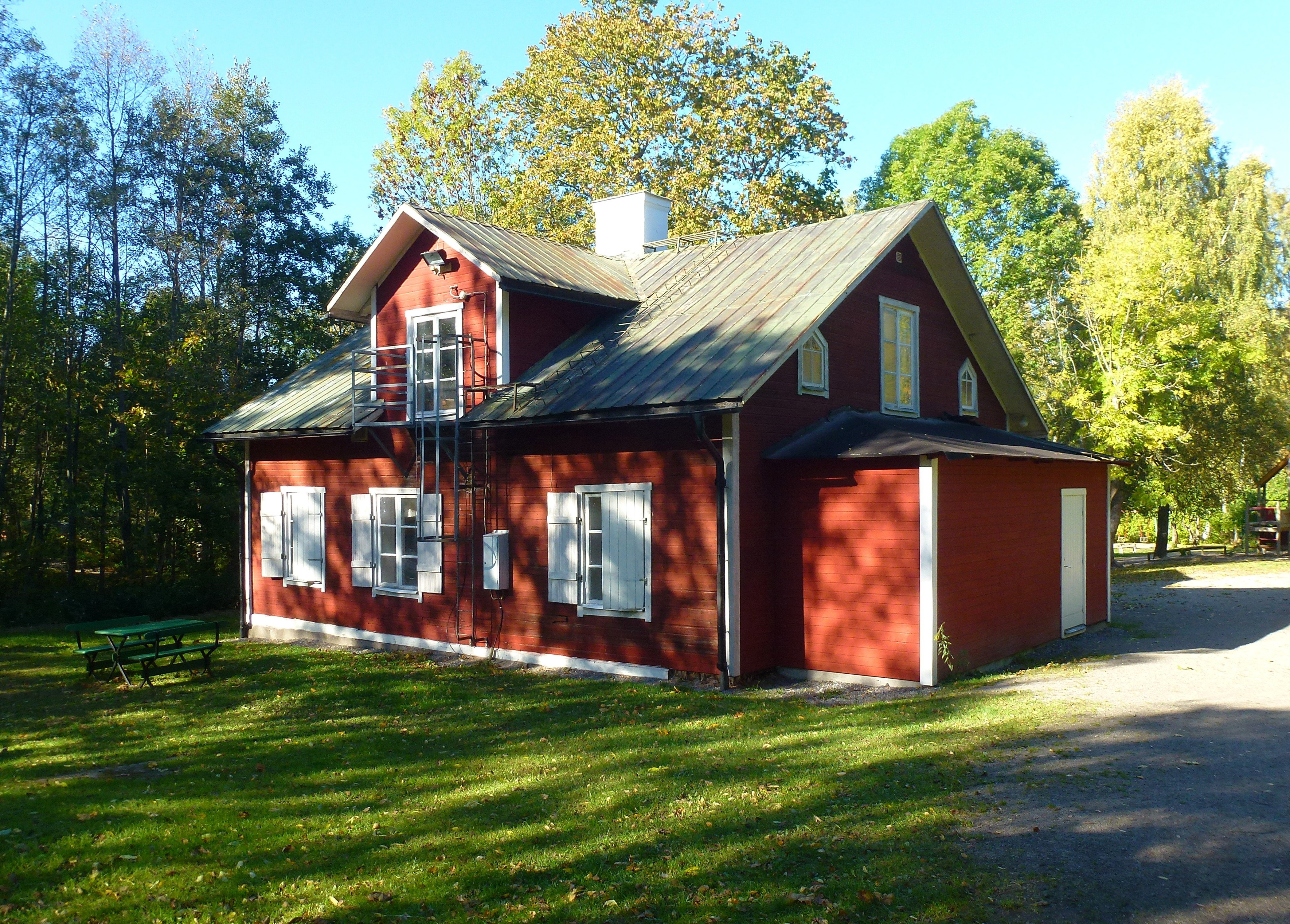
Torpets baksida.
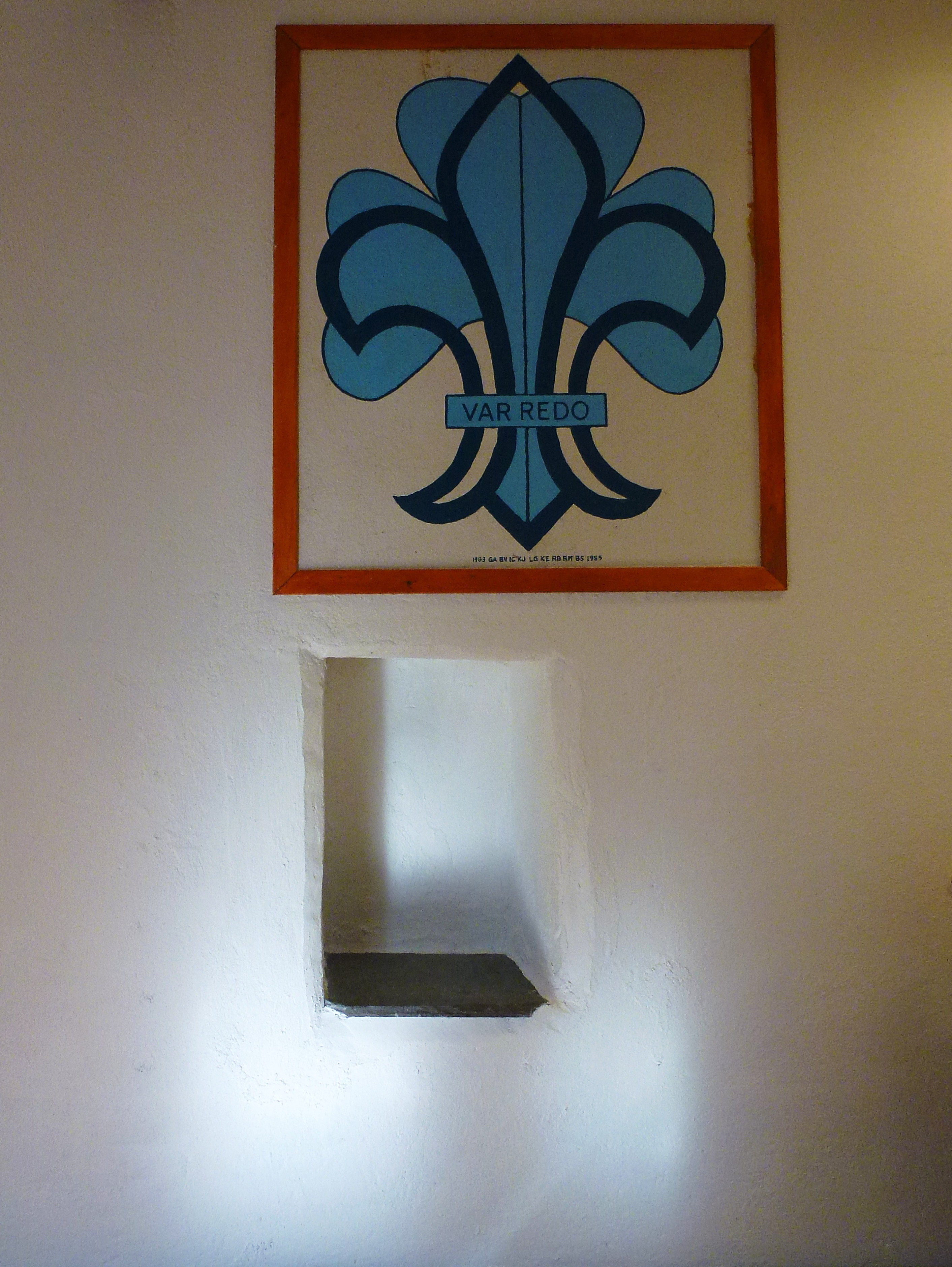
Torpets spismur.
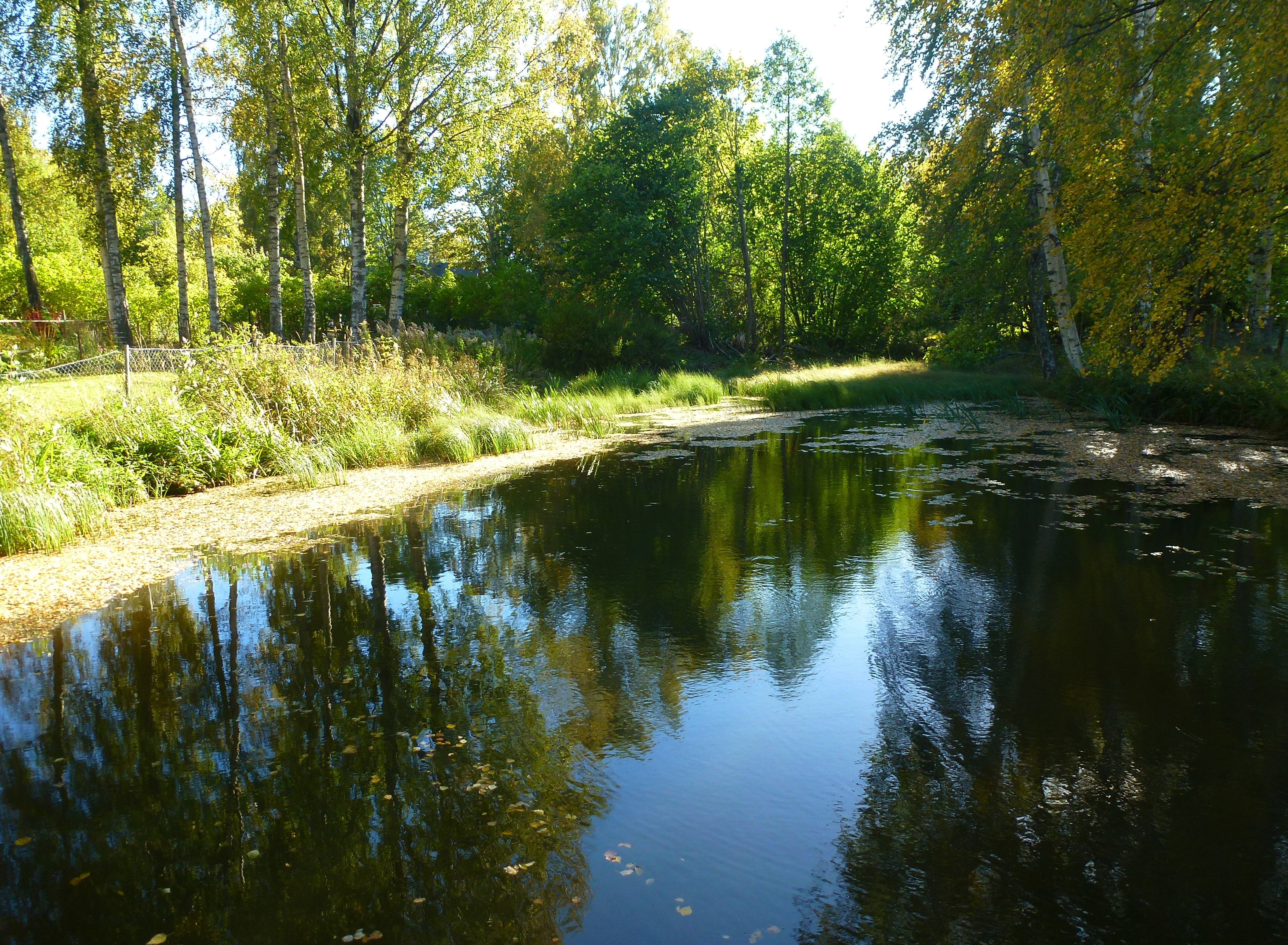
Dammen vid torpet.

## Dagens Hedvigslund

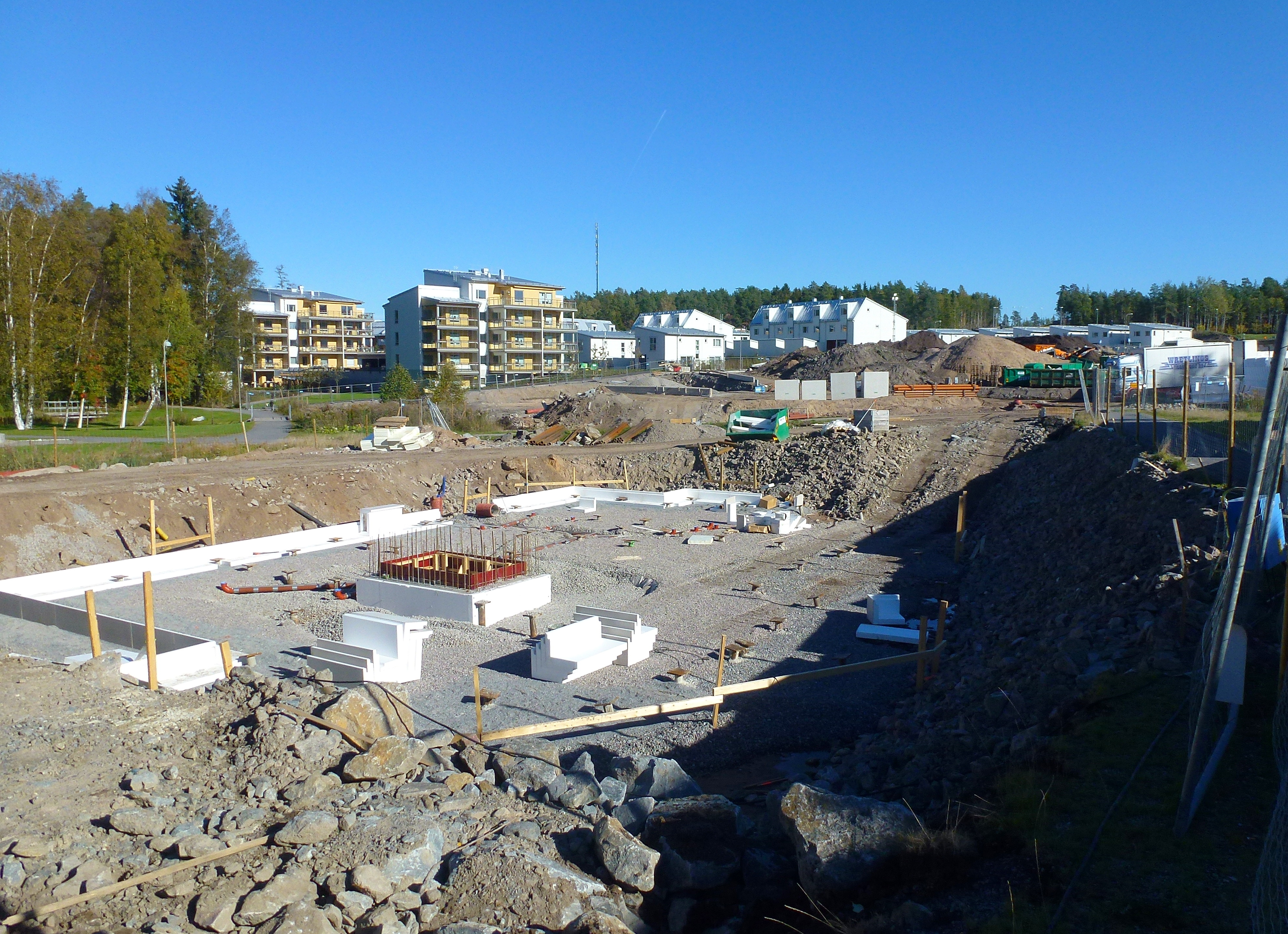
Byggarbeten i södra Hedvigslund, 2015.

Bostadsområdet Hedvigslund begränsas i söder av Ältavägen och Tyresövägen. I norr ansluter bostadsområdet Lovisedal som också har sitt namn efter ett gammalt torp. Norra delen av Hedvigslund bebyggdes på 1920-talet, först med sommarstugor och senare huvudsakligen med villor. Hedvigslund med sitt slingrande småskaliga vägnät representerar fortfarande en samlad miljö från samhällets tidigare period och anses av kommunen vara värdefull. 
Södra delen förblev i stort sett obebyggd. Bland de få äldre byggnaderna märks Maggies Farm bestående av ett moderniserat bostadshus och en stallbyggnad från tidigt 1800-tal. Här finns häststall, hunddagis, café och butik. En ny detaljplan för Södra Hedvigslund (detaljplan 421) vann laga kraft den 14 juli 2007. I den föreslogs drygt 400 nya bostäder i småhus, parhus eller radhus och även i mindre flerbostadshus. Som en förbindelselänk mellan gamla (norra) och nya (södra) Hedvigslund anlades Hedvigslundsparken. Bakom projektet stod Småa. Byggstart var 2008. Södra Hevigslund bebyggdes sedan i etapper och hela området beräknas stå klart 2017.

## Bilder, bostadsområdet Hedvigslund

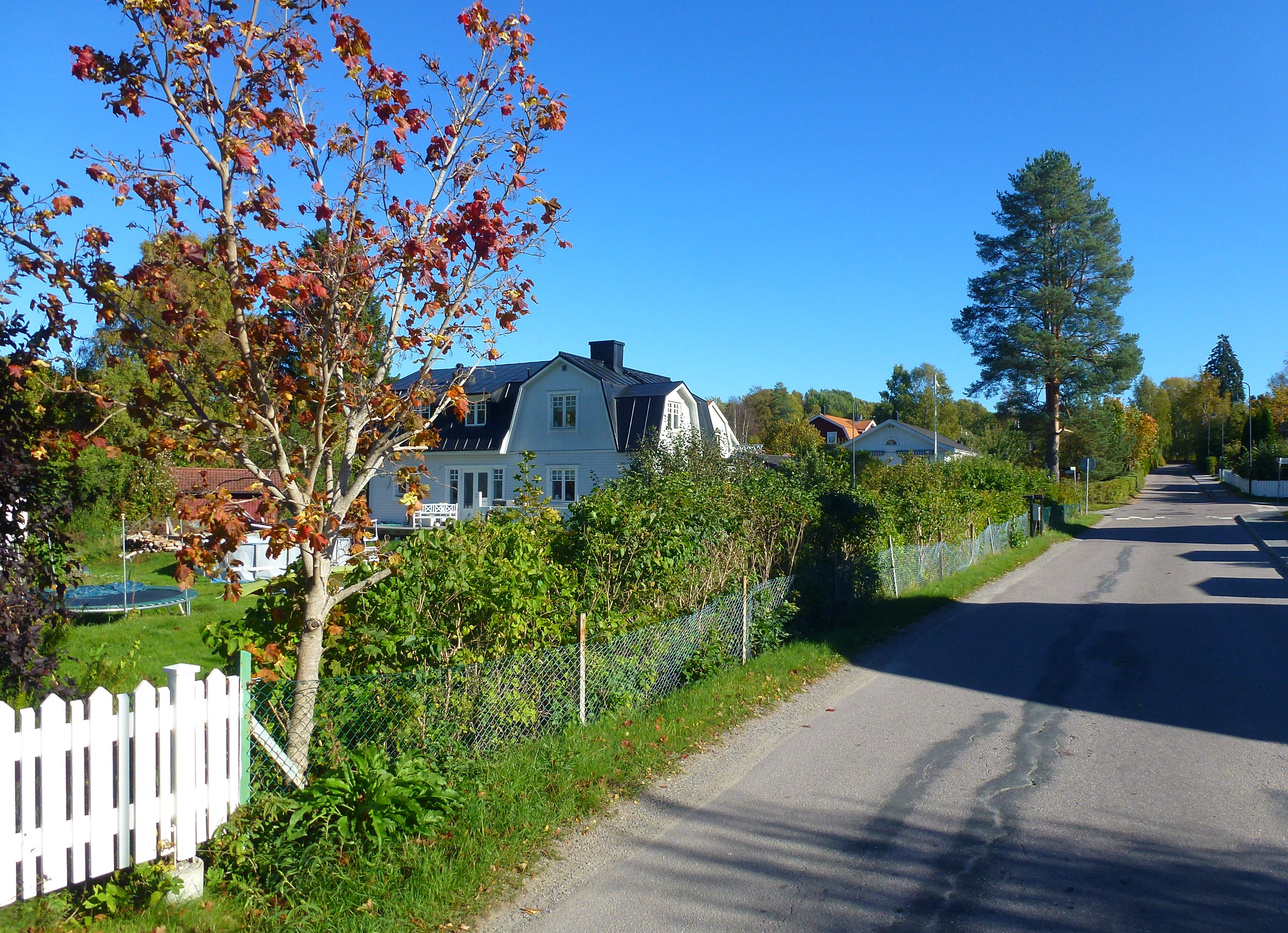
Äldre villabebyggelse vid Solvägen.
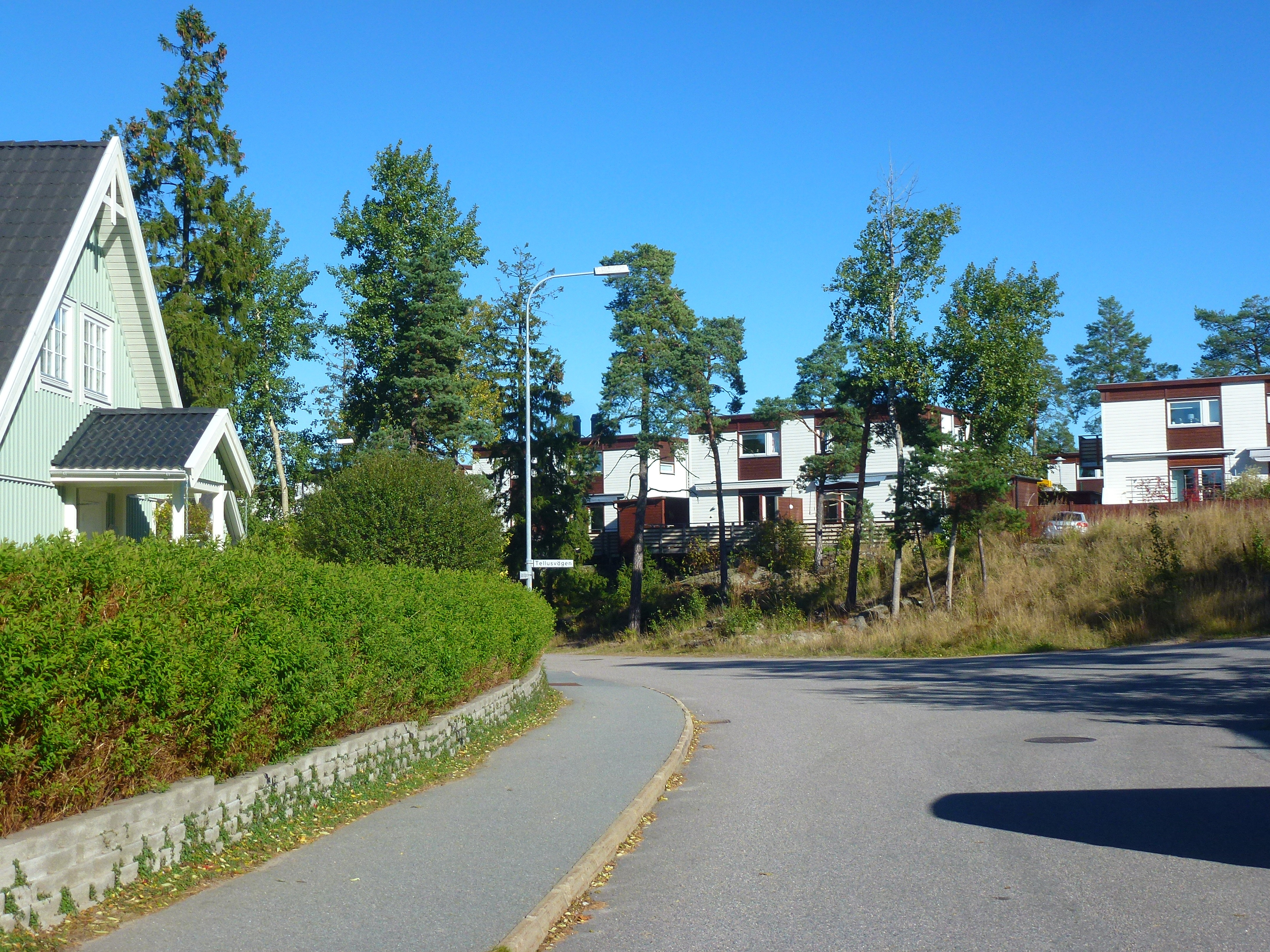
Äldre villabebyggelse vid Tellusvägen.
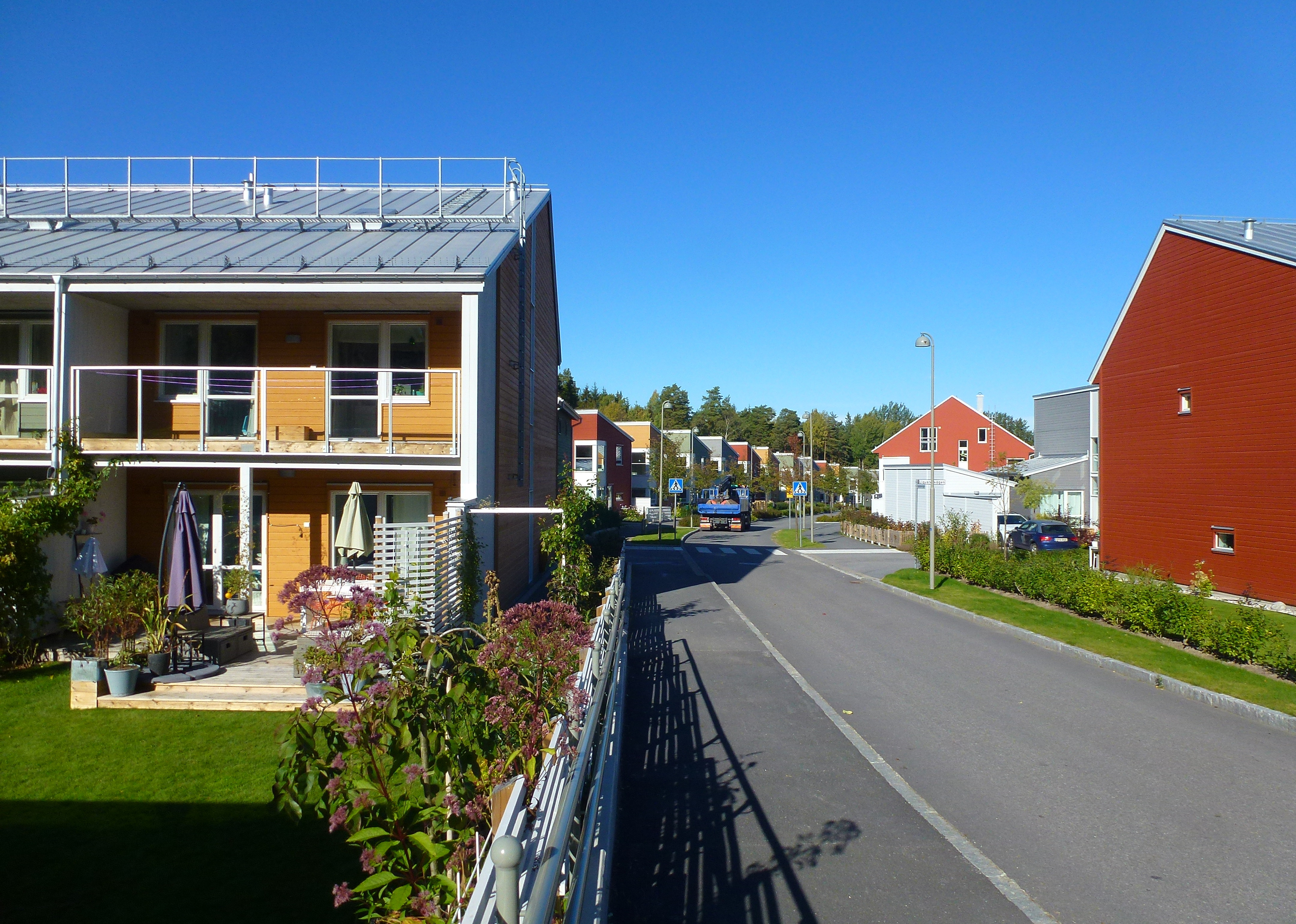
Ny bebyggelse vid Boxbomsvägen.
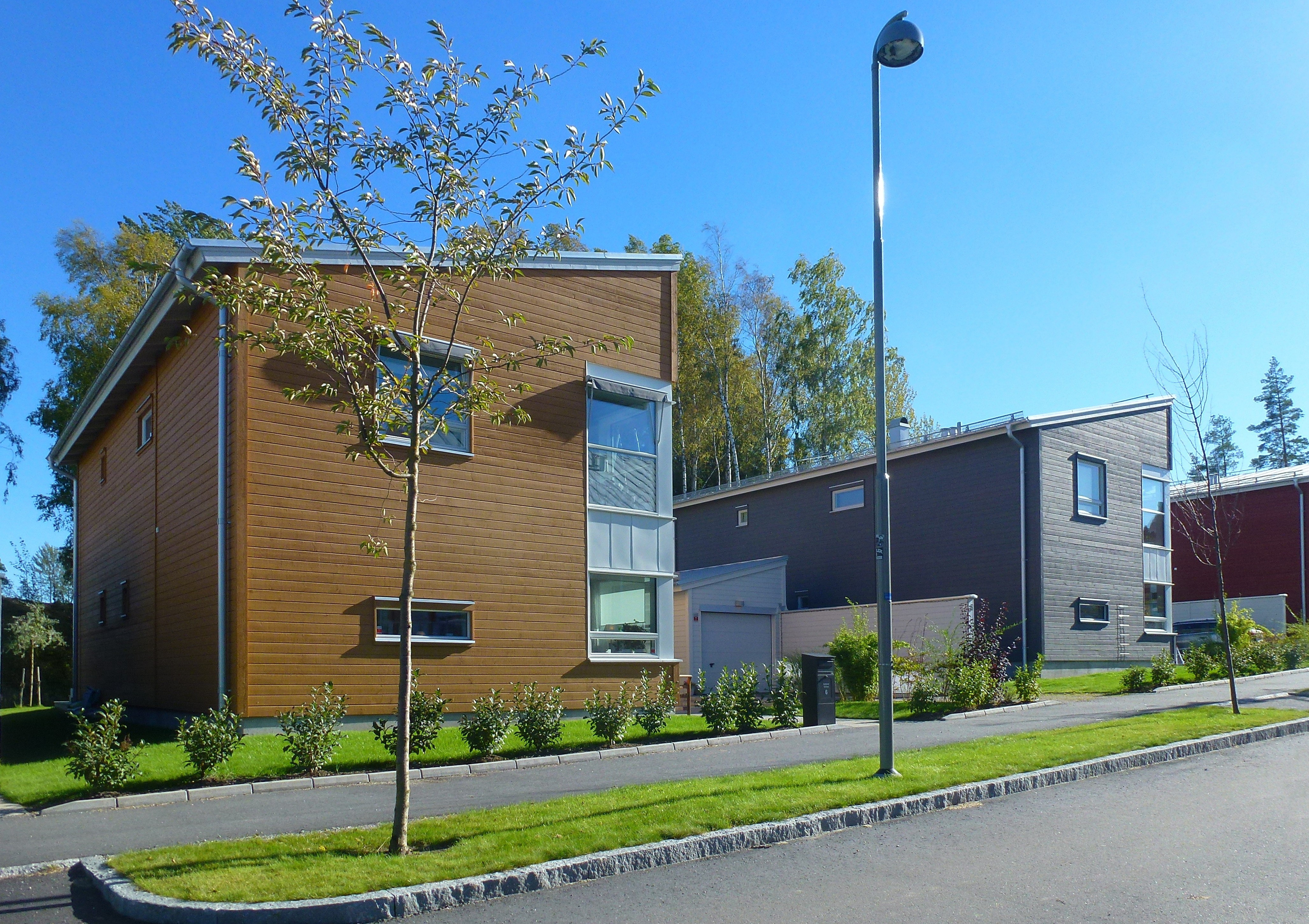
Ny bebyggelse vid Boxbomsvägen.
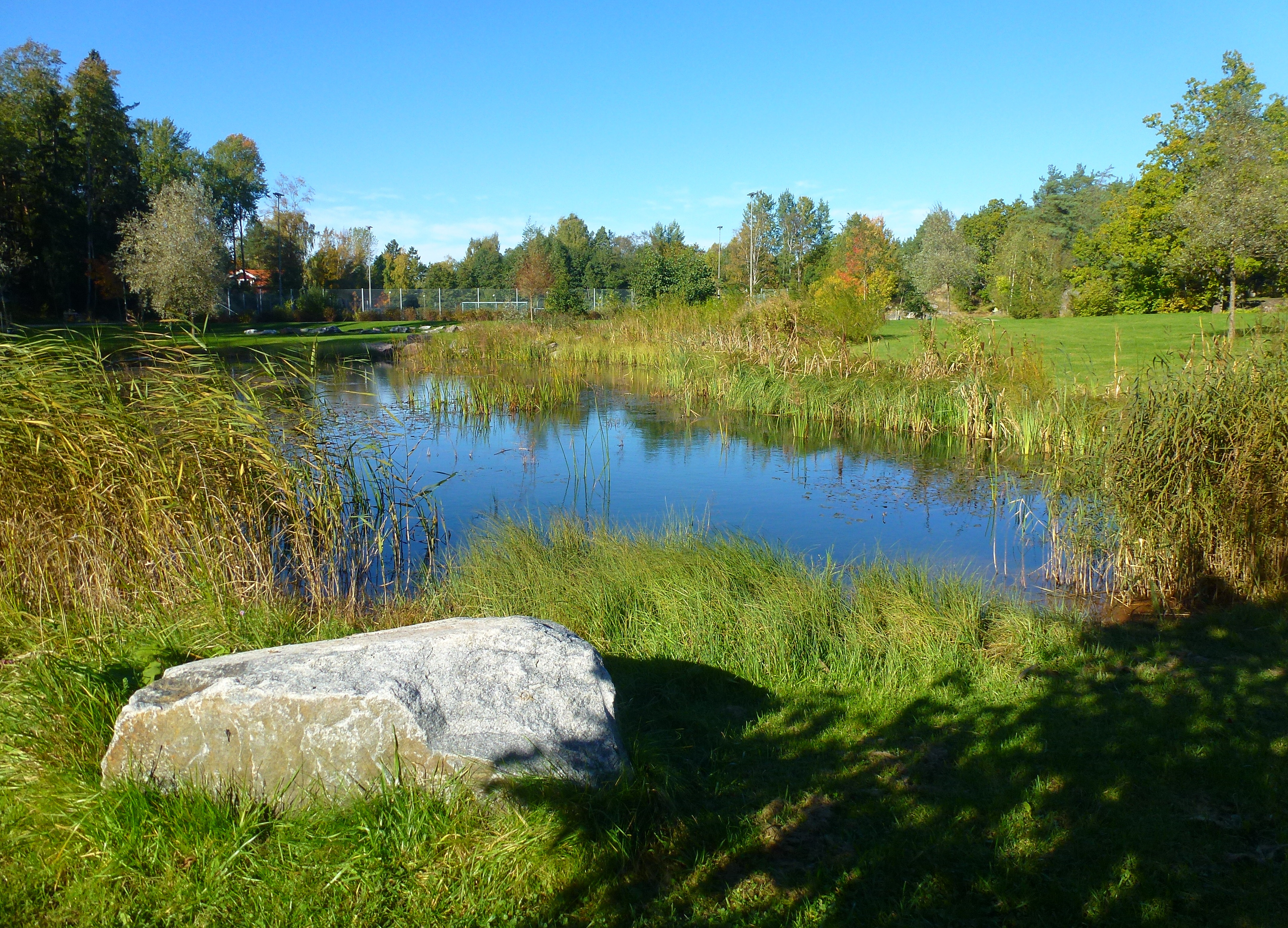
Hedviglundsparken 2015.